# Вернон Де Марко
Вернон Де Марко Морлаккі (ісп. Vernon De Marco Morlacchi, нар. 18 листопада 1992, Росаріо) — словацький, аргентинський та іспанський футболіст словацького клубу «Слован» (Братислава), який виступає в оренді в познанському «Леху». Виступав за кордоном на клубному рівні в Словаччині та Польщі. Грає на позицію центрального або флангового захисника. Серед його сильних сторін виділяється хороша передача, успішна гра головою у повітряних єдиноборствах та хороше бачення гри. Дуже добре володіє словацькою мовою.

## Клубна кар'єра
Футбольний шлях розпочав в іспанському клубі «УД Аренал», звідки ще в юному віці перейшов до «СД Сан-Франциско». 14 липня 2011 року перейшов до клубу «Констанція», який виступав у четвертій лізі іспанського чемпіонату. У команді відіграв два сезони.

### «Земплін» (Михайлівці)
22 липня 2012 року виїхав до Словаччини, де підписав контракт з клубом «Земплін» (Михайлівці).

#### Сезон 2012/13
У словацькому чемпіонаті дебютував у футболці «Земпліна» 28 липня 2012 року в переможному (2:1) виїзному поєдинку 2-о кола другого дивізіону проти «Баніка» (Ружин). Вернон вийшов на поле в стартовому складі. У сезоні 2012/13 років зіграв у 18-и матчах чемпіонату, в усіх випадках виходив у стартовому складі команди.

#### Сезон 2013/14
Дебютним голом у футболці клубу з Михайлівців відщначився 31 серпня 2013 року на 58-й хвилині переможного (2:0) поєдинку 7-о туру другої ліги проти МФК «Сенець». Варто зазначити, що з 61-ї хвилини суперник «Земпліна» догравав матч у 10-х. Вдруге за рік Де Марко відзначився голом на 75-й хвилині у переможному (3:0) поєдинку 10-о туру проти СТК 1914 (Шаморін), цей мэяч встановив остаточний рахунок матчу. Того сезону Морлаккі зіграв у 18 матчах, а «Земплін» посів друге місце в чемпіонаті, поступившись лише «Подберезовій».

#### Сезон 2014/15
2 серпня 2014 року відзначився дублем у вортах резервного складу «Кошиць», перший м'яч Вернон забив уже на 4-й хвилині, а другим відзначився за дві хвилини до завершення матчу. Третім голом у сезоні відзначився на 44-й хвилині переможного (3:0) поєдинку проти «Локомотива» (Кошиці). Між 10-13-и турами тричі відзначався голами у переможних матчах, кожен з яких виявлявся вирішальним: проти «Попраду» (3:1), проти чемпіона «Долного Кубина» (2:0) та проти «Татрану» (Ліптовський Мікулаш). Восени 2014 року відзначився 6-а голами. Всьоме відзначився голом у першому турі весняної частини чемпіонату (3 квітня 2015) проти «Сенеця», коли на 67-й хвилині встановив остаточний рахунок матчу — 2:0. Навесні 2015 року «Земплін» фінішував на першому місці в другій лізі й вперше у власній історії вийшов до вищого дивізіону словацького чемпіонату, вирішальною в ттакому успіху стала перемога над «Скалицею» (2:0). Загалом зіграв 24 матчі чемпіонату.

#### Сезон 2015/16
Дебютним голом у новому сезоні відзначився у 2-у турі програного (2:6) поєдинку проти «Подберезове». Водночас цей матч був дебюним для «Земпліна» у вищому дивізіоні. Вдруге в сезоні відзначився голом у 10 турі програного (162) домашнього поєдинку проти «Слована». У переможному (2:0) матчі-відповіді проти «Подберезовей» відзначився двома голами, на 8-й та 39-й хвилині. П'ятим голом у сезоні відзначився 28 листопада 2015 року в програному поєдинку проти «Ружомберока». Протягом року зіграв у 30-и матчах чемпіонату.

### «Слован» (Братислава)
У 2016 році проходив перегляд у друголіговому іспанському клубі «Леванте», проте в підсумку відправився у 6-місячну оренду з правом викупу до братиславського «Слована».
Дебютував за нову команду 24 вересня 2016 року в програному (1:2) поєдинку проти «Тренчина», Де Марко вийшов на поле в стартовому складі та відіграв усі 90 хвилин. Дебютним голом за «Слован» відзначився в поєдинку проти свого колишнього клубу, «Земплін» (Михайлівці). Відзначився голом за 8 хвилин до завершення матчу, задяки чому столичний клуб здобув перемогу з рахунком 3:1 у складі якого провів наступний рік своєї кар'єри гравця. У січні 2017 року «Слован» викупив контракт Морлаккі та уклав з ним договір терміном на 3,5 роки. У сезоні 2016/17 років допоміг команді виграти національний клубок, хоча в фіналі 1 квітня 2017 року проти друголігового «Скалиця» зіграти не зміг, завадила травма. Його одноклубники виграли той матч з рахунком 3:0. Загалом того сезону зіграв у 15 матчах чемпіонату.

### Оренда в «Лех» (Познань)
У червні 2017 року приєднався до познанського «Леха», бронзового призера Екстракляси 2016/17. Дебют у Екстраклясі відбувся 10 вересня в нічийному (0:0) поєдинку 8-о туру проти «Погоні» (Щецин). Морлаккі вийшов на поле на 26-й хвилині. Протягом цього періоду зіграв усього 2 матчі в польському чемпіонаті. Влітку 2018 року залишив Польщу та повернувся у «Слован». Станом на 7 березня 2019 року відіграв за команду з Познані 15 матчів в національному чемпіонаті. Однак згодом повернувся до познанського клубу, цього разу в річну оренду

## Виступи за збірні
28 травня 2021 року Вернон отримав громадянство Словаччини і здобув право виступати за збірну країни.
14 листопада 2021 року у відбірковому матчі до чемпіонату світу 2022 року проти збірної Мальти (6:0) Де Марко дебютував за збірну Словаччини. У цьому ж поєдинку він забив свій перший гол за національну команду.

## Статистика виступів у клубах
Станом на 22 грудня 2018.
| Клуб                   | Сезон             | Ліга                | Ліга  | Ліга | Кубок | Кубок | Європа | Європа | Загалом | Загалом |
| Клуб                   | Сезон             | Ліга                | Матчі | Голи | Матчі | Голи  | Матчі  | Голи   | Матчі   | Голи    |
| ---------------------- | ----------------- | ------------------- | ----- | ---- | ----- | ----- | ------ | ------ | ------- | ------- |
| «Земплін» (Михайлівці) | 2012–13           | 2 ліга              | 18    | 0    | 0     | 0     | –      | –      | 18      | 0       |
| «Земплін» (Михайлівці) | 2013–14           | 2 ліга              | 18    | 2    | 1     | 0     | –      | –      | 19      | 2       |
| «Земплін» (Михайлівці) | 2014–15           | 2 ліга              | 24    | 7    | 2     | 1     | –      | –      | 26      | 8       |
| «Земплін» (Михайлівці) | 2015–16           | Словацька Суперліга | 30    | 5    | 2     | 0     | –      | –      | 32      | 5       |
| «Земплін» (Михайлівці) | 2016–17           | Словацька Суперліга | 4     | 0    | 0     | 0     | –      | –      | 4       | 0       |
| «Земплін» (Михайлівці) | Загалом           | Загалом             | 94    | 14   | 5     | 1     | –      | –      | 99      | 15      |
| «Слован» (Братислава)  | 2016–17           | Словацька Суперліга | 15    | 1    | 4     | 0     | 0      | 0      | 19      | 1       |
| «Лех» (Познань)        | 2017–18           | Екстракляса         | 2     | 0    | 0     | 0     | 0      | 0      | 2       | 0       |
| «Лех» (Познань)        | 2018–19           | Екстракляса         | 10    | 0    | 1     | 0     | 6      | 0      | 17      | 0       |
| «Лех» (Познань)        | Загалом           | Загалом             | 12    | 0    | 1     | 0     | 6      | 0      | 19      | 0       |
| Усього за кар'єру      | Усього за кар'єру | Усього за кар'єру   | 121   | 15   | 10    | 1     | 6      | 0      | 137     | 16      |

## Досягнення
«Земплін»
- 2 ліга
  -  Чемпіон (1): 2014/15

«Слован»
- Фортуна ліга
  -  Чемпіон (4): 2019/20, 2020/21, 2021/22, 2022/23
- Кубок Словаччини
  -  Володар (3): 2016/17, 2019/20, 2020/21